# Route nationale 6 (Afrique du Sud)
Pour les articles homonymes, voir N6 et Route nationale 6.

La N6 est une des Routes nationales d'Afrique du Sud. La N6 débute à East London en province du Cap-Oriental (au sud) jusqu'à Bloemfontein dans l'État libre (au nord). 
Elle croise la N2 à East London et  la N1 à Bloemfontein.